# Nowiny (powiat wejherowski)
Nowiny (kaszb. Nowinë, niem. Nowinnen) – osada w Polsce położona w województwie pomorskim, w powiecie wejherowskim, w gminie Wejherowo. Leży na obszarze Trójmiejskiego Parku Krajobrazowego. Osada wchodzi w skład sołectwa Gniewowo. 
W latach 1975–1998 miejscowość administracyjnie należała do województwa gdańskiego.